# Malte Zierden
Malte Zierden (* 6. Dezember 1992 in Leer, Ostfriesland) ist ein deutscher Influencer und Tierschützer.

## Leben
Malte Zierden erlangte erstmals Aufmerksamkeit in den Sozialen Medien durch Auftritte in Videos seines Bruders, Wilke Zierden, einem Webvideoproduzenten. Auf seinem eigenen Instagram-Account begann er 2018, sein Leben mit seinen Followern zu teilen und wurde schnell durch unterhaltsame Videos zu seiner Kieferoperation („Malte mit der Gaumenspalte)“ bekannt.
Zudem freundete er sich mit Taube „Oßkar“ an, welche mittlerweile auf dem Fensterbrett seines Badezimmers haust und ein fester Bestandteil seines fast täglichen Instagram- und TikTok-Feeds ist.
Zusammen mit seiner Freundin lebt er aktuell in Hamburg.

## Engagement Tierschutz
Seit 2022 nutzt Zierden seine Reichweite nicht nur für Unterhaltung, sondern auch, um auf den Tierschutz aufmerksam zumachen. Zusammen mit dem Verein „Notpfote – Animal Rescue e. V.“, welche sich um das Wohl und die Rettung der Tiere aus Kriegs- und Krisengebieten engagiert, begibt sich Zierden regelmäßig in gefährliche Situationen. Für das Wohl der Tiere teilt er diese Erfahrungsberichte in Form von Videos auf Social Media und erreicht damit Tausende Menschen.
Gemeinsam mit anderen freiwilligen Helfern begeben sich die Helfer in umkämpfte Gebiete, um Hunden, Katzen und anderen Tieren zu retten. Ein wichtiger Teil seiner Arbeit ist die Entscheidung, welche Tiere gerettet werden und welche zurückgelassen werden müssen.
Ein bedeutendes Projekt in Zusammenarbeit mit dem Verein Notpfote – Animal Rescue e. V. ist der Bau eines Tierheims in der Ukraine auf 6000 m², um Hunde und Katzen zu retten. Dabei bekommen Zierdens Follower einen Einblick in den Tierschutz. So zeigt er beispielsweise traumatisierte und kranke Tiere, die unter anderem wegen des Krieges ihre Familien und ihr Zuhause verloren haben.
Für Malte selber, so beschreibt er es, sei der Tierschutz eine große psychische Last.

## Auszeichnungen und Nominierungen
- 2024: „Deutscher Tierschutzpreis 2024 für beispielhaftes und herausragendes Engagement zum Wohle der Tiere“ – „Stimme für die Tiere“.[2]

## Schriften
- mit Amia von Arenberg: Malte & Oßkar und das Glück, Pech zu haben. Oetinger, Hamburg 2024, ISBN 978-3-7512-0546-7.
- mit Lisa Bitzer: Der Traurigste Himmel auf Erden. WeCreate, Hamburg 2024, ISBN 978-3-911034-23-4.